# Dyrithiopsis lakefuxianensis
Dyrithiopsis lakefuxianensis är en svampart som beskrevs av L. Cai, Jeewon & K.D. Hyde 2003. Dyrithiopsis lakefuxianensis ingår i släktet Dyrithiopsis och familjen Amphisphaeriaceae.   Inga underarter finns listade i Catalogue of Life.